# Сельское поселение Приволжье
Сельское поселение Приволжье — муниципальное образование в Приволжском районе Самарской области.
Административный центр — село Приволжье.

## Административное устройство
В состав сельского поселения Приволжье входят:
- село Аннино,
- село Приволжье,
- село Федоровка.